# Петрикола, Эмили
Эмили Петрикола (англ. Emily Petricola : род. 24 апреля 1980) ― австралийская паралимпийская велогонщица. Рекордсменка мира по трековому пара-велоспорту 2019 года, чемпионка летних Паралимпийских игр 2020 в Токио в гонке преследования C4.

## Биография
В 2007 году в возрасте 27 лет Петриколе диагностировали рассеянный склероз. До болезни она преподавала английский язык в частной школе.
Петрикола классифицируется как велогонщик класса C4. В своём первом крупном международном соревновании на чемпионате мира по трековому пара-велоспорту в Рио-де-Жанейро она выиграла серебряную медаль в гонке преследования C4 и бронзовую медаль в гонке на 500 м. В гонках преследования среди C4 установила мировой рекорд — 3: 54,501.
В 2019 году она переехала из Мельбурна в Аделаиду. На чемпионате мира по трековому пара-велоспорту на треке в Апелдорне, Нидерланды, она выиграла золотую медаль в гонке преследования среди C4. Побив мировой рекорд в квалификации, в финале она обогнала соперницу и завоевала золото. Она также выиграла бронзовую медаль в скрэтч-гонке C4.
В 2019 году на чемпионате мира по шоссейному пара-велоспорту в Эммене, Нидерланды, завоевала золотую медаль в индивидуальной гонке C4 и заняла пятое место в групповой гонке C4.
На чемпионате мира по трековому пара-велоспорту 2020 года в Милтоне, Онтарио, она выиграла три золотые медали — индивидуальная гонка преследования C4, омниум C4 и скретч-гонке C4.
На своих первых Паралимпийских играх в Токио выиграла индивидуальную гонку преследования на 3000 м среди C4, установив мировой рекорд времени 3: 38,061 в квалификации к гонке за золотую медаль.